# Nasira Sharma
Nasira Sharma ((hi) नासिरा शर्मा ; née le 22 août 1948 à Prayagraj en Inde) est une romancière et journaliste indépendante indienne, experte en littérature persane et spécialiste de la culture et de la politique iranienne. Elle reçoit en 2016 le prix hindi de l'Académie Sahitya pour son roman Parijat (Le Jasmin), et en 2019 le prix Vyas Samman pour son roman Kagaz ki naav (Le Bateau en papier).

## Biographie
Nasira Sharma en 1948 à Allahabad dans une famille cultivée dont elle est la cadette. Elle est titulaire d'un doctorat en langue et littérature persane de l'université Jawaharlal-Nehru, où elle se destine initialement à l'enseignement, avant d'opter pour le journalisme. Elle est l'autrice de dix romans, de trois anthologies, ainsi que de traductions du persan et d'articles sur la révolution iranienne et le statut des femmes. Elle a interviewé de nombreuses personnalités iraniennes, dont l'ayatollah Khomeiny. Elle a déclenché en 1983 une polémique internationale à l'occasion d'un reportage sur une prison d'enfants-soldats iraniens à Ramadi,.